# Arne Malsch

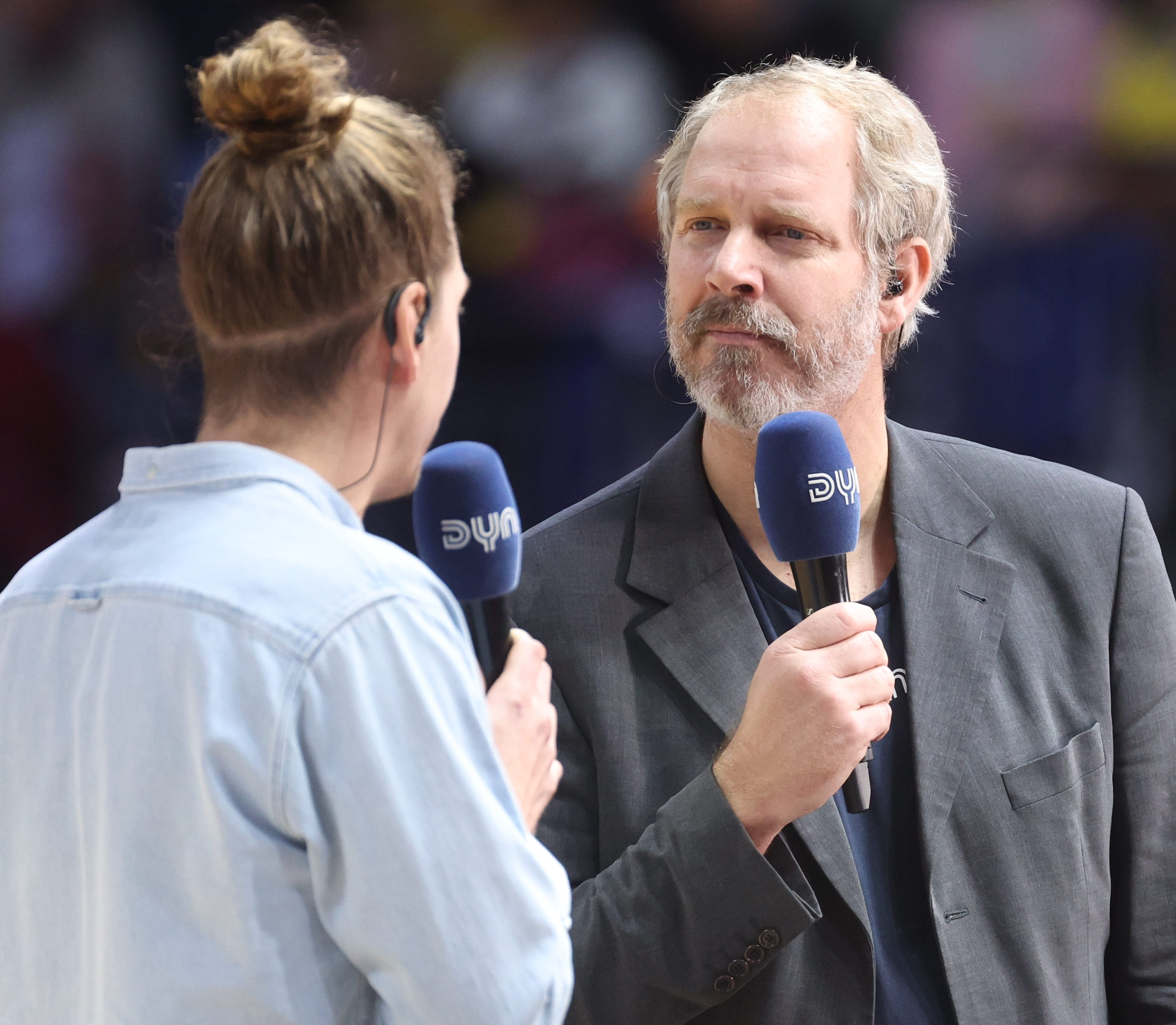
Arne Malsch (2024)

Arne Malsch (* 29. April 1972 in Hamburg) ist ein deutscher Sportjournalist und ehemaliger Basketballspieler. Malsch tritt im Fernsehen unter anderem als Kommentator und Moderator bei Veranstaltungen in den Sportarten Basketball, Boxen, Eishockey und Fußball auf. Er war Basketball-Jugendnationalspieler.

## Spielerlaufbahn
Malsch war Fußballtorwart und begann 1983 beim SC Rist Wedel mit dem Basketball. Er gewann 1988 mit dem Verein die deutsche B-Jugend-Meisterschaft. In Wedel spielte er mit Ingo Freyer zusammen. 1989 wurde er mit dem Johann-Rist-Gymnasium Bundessieger im Wettbewerb Jugend trainiert für Olympia. Malsch war deutscher Jugendnationalspieler und spielte zwischenzeitlich auch für die Bonneville High School im US-Bundesstaat Utah. Verletzungsprobleme warfen ihn zurück und beendeten seine Karriere in der Juniorennationalmannschaft. Für Wedel trat er ab 1990 auf der Centerposition in der 2. Basketball-Bundesliga an. Im Dezember 1992 nahm die Korbanlage während des Aufwärmens vor einem Pokalspiel gegen den Walddörfer SV in Folge eines Dunkings Malschs Schaden. Das Spiel konnte deshalb nicht ausgetragen werden, seine Mannschaft verlor kampflos. Später gewann er mit der Seniorenmannschaft des Vereins mehrfach die deutsche Meisterschaft in der Wettkampfklasse Ü35, 2018 in der Ü45 sowie später in der Ü50. 2024 wurde er als zweiter Vorsitzender Vorstandsmitglied des SC Rist Wedel.

## Karriere als Journalist
Malsch arbeitete von 1993 bis 1996 beim Hamburger Rundfunksender OK Radio und war später in unterschiedlichen Tätigkeiten (Kommentator, Moderator, Chefredakteur, Feldreporter, Chef vom Dienst, Ablaufredakteur und Beitragsmacher) bei Premiere, dessen Nachfolger Sky und bei Sportdigital beschäftigt. Er machte sich vor allem als Kommentator und Moderator bei Basketball-, Box-, Fußball- und Eishockeyveranstaltungen einen Namen und war Leiter des Hamburger Büros von Sky Sport News HD. Ab April 2008 moderierte er Kicker.tv news, eine tägliche Fußballnachrichtensendung, die von Spiegel TV in Zusammenarbeit mit der Zeitschrift Kicker produziert wurde. 2014 wurde Malsch als Kommentator und Moderator für Telekom Basketball (später Magenta Sport) tätig. Ab 2017 gehörte er zudem zu den Moderatoren der werktäglichen Sendung Transfermarkt.TV im Sender Sportdigital sowie zum Berichterstatterstab bei den Telekom-Übertragungen der 3. Fußball-Liga.
Seit 2023 kommentiert er Basketballspiele bei Dyn, dieser Tätigkeit geht er auch beim Sender Welt nach.